# Saccocirrus krusadensis
Saccocirrus krusadensis är en ringmaskart som beskrevs av Alikuhni 1948. Saccocirrus krusadensis ingår i släktet Saccocirrus och familjen Saccocirridae. Inga underarter finns listade i Catalogue of Life.